# Albo d'oro del campionato filippino di calcio
L'assenza storica di un campionato nazionale ininterrotto e di un sistema calcistico multidivisionale ha reso difficile determinare e riconoscere veramente il torneo di più alto livello delle Filippine e, quindi, stilarne un Albo d'oro.
Philippine Football Federation, l'organo di governo del calcio nelle Filippine, organizza tornei di campionato nazionale maschile in varie forme a partire dal 1911. L'ultimo di questi tornei nazionali è l'attuale Football League, iniziata nel 2017. Questi tornei annuali sono campionati professionistici non ricorrenti regolarmente, tuttavia di solito sono le uniche competizioni calcistiche degne di nota che si svolgono nel paese per quell'anno. I vincitori di questi tornei sono quindi considerati de facto i campioni di calcio delle Filippine.

## Albo d'oro

### Competizioni organizzate dalla PFF
Dal 1911 ad oggi ci sono stati vari tornei e campionati organizzati direttamente dalla Federcalcio filippina, come il National Men's Open Championship, la Philippine Football League (P-League), la Manila Premier Football League (MPFL) e la Filipino Premier League, tra gli altri. Oltre a questi campionati noti ce ne sono stati numerosi i cui nomi sono ad oggi sconosciuti. Questi tornei sono dunque segnati nella seguente tabella come "Campionato nazionale".
| Nome torneo                          | Edizione                                                                | 1º posto (Campione delle Filippine)                                 | Note |                      |           |                        |  |
| ------------------------------------ | ----------------------------------------------------------------------- | ------------------------------------------------------------------- | --- | -------------------- | --------- | ---------------------- |  |
| Nome torneo                          | Edizione                                                                | 1º posto (Campione delle Filippine)                                 | Note | Campionato nazionale | 1911 (1ª) | All Manila (1º titolo) |  |
| 1912 (2ª)                            | Bohemian (1º titolo)                                                    |                                                                     | | Campionato nazionale |           |                        |  |
| 1913 (3ª)                            | Bohemian (2º titolo)                                                    |                                                                     | | Campionato nazionale |           |                        |  |
| 1914 (4ª)                            | Nomads (1º titolo)                                                      |                                                                     | | Campionato nazionale |           |                        |  |
| 1915 (5ª)                            | Bohemian (3º titolo)                                                    |                                                                     | | Campionato nazionale |           |                        |  |
| 1916 (6ª)                            | Bohemian (4º titolo)                                                    |                                                                     | | Campionato nazionale |           |                        |  |
| 1917 (7ª)                            | Bohemian (5º titolo)                                                    |                                                                     | | Campionato nazionale |           |                        |  |
| 1918 (8ª)                            | Bohemian (6º titolo)                                                    |                                                                     | | Campionato nazionale |           |                        |  |
| 1919                                 | Nessuna competizione organizzata                                        | Nessuna competizione organizzata                                    | Nessuna competizione organizzata | Campionato nazionale |           |                        |  |
| 1920 (9ª)                            | Bohemian (7º titolo)                                                    |                                                                     | | Campionato nazionale |           |                        |  |
| 1921 (10ª)                           | Bohemian (8º titolo)                                                    |                                                                     | | Campionato nazionale |           |                        |  |
| 1922 (11ª)                           | Bohemian (9º titolo)                                                    |                                                                     | | Campionato nazionale |           |                        |  |
| 1923 (12ª)                           | Ferencváros TC (1º titolo)                                              |                                                                     | | Campionato nazionale |           |                        |  |
| 1924 (13ª)                           | Cantabria (1º titolo)                                                   |                                                                     | | Campionato nazionale |           |                        |  |
| 1925 (14ª)                           | International (1º titolo)                                               |                                                                     | | Campionato nazionale |           |                        |  |
| 1926 (15ª)                           | Ateneo (1º titolo)                                                      |                                                                     | | Campionato nazionale |           |                        |  |
| 1927 (16ª)                           | Bohemian (10º titolo)                                                   |                                                                     | | Campionato nazionale |           |                        |  |
| 1928 (17ª)                           | San Beda (1º titolo)                                                    |                                                                     | | Campionato nazionale |           |                        |  |
| 1929 (18ª)                           | Peña Iberica (1º titolo)                                                |                                                                     | | Campionato nazionale |           |                        |  |
| 1930 (19ª)                           | San Beda (2º titolo)                                                    |                                                                     | | Campionato nazionale |           |                        |  |
| 1930 (19ª)                           | Manila Football League                                                  | La Salle (1º titolo)                                                | |                      |           |                        |  |
| Campionato nazionale                 | 1931 (20ª)                                                              | San Beda (3º titolo)                                                | |                      |           |                        |  |
| Campionato nazionale                 | 1932 (21ª)                                                              | San Beda (4º titolo)                                                | |                      |           |                        |  |
| Campionato nazionale                 | 1933 (22ª)                                                              | San Beda (5º titolo)                                                | |                      |           |                        |  |
| Campionato nazionale                 | 1934 (22ª)                                                              | Univ. Santo Tomás (1º titolo)                                       | |                      |           |                        |  |
| Campionato nazionale                 | 1935 (23ª)                                                              | Malaya Command (1º titolo)                                          | Il Malaya Command era un commando militare della British Army stanziato a Singapore che partecipò con una propria rappresentativa al campionato filippino. Allo stesso tempo il torneo vide la partecipazione del NIVB, la rappresentativa della federazione delle Indie Orientali Olandesi. |                      |           |                        |  |
| Manila Football League               | 1936 (24ª)                                                              | La Salle (2º titolo)                                                | |                      |           |                        |  |
| Manila Football League               | 1937 (25ª)                                                              | La Salle (3º titolo)                                                | |                      |           |                        |  |
| Manila Football League               | 1938 (26ª)                                                              | La Salle (1º titolo)                                                | |                      |           |                        |  |
| Manila Football League               | 1939 (27ª)                                                              | YCO Athletic Club (1º titolo)                                       | |                      |           |                        |  |
| Manila Football League               | 1940 (28ª)                                                              | YCO Athletic Club (2º titolo)                                       | |                      |           |                        |  |
| Manila Football League               | 1941 (29ª)                                                              | YCO Athletic Club (3º titolo)                                       | |                      |           |                        |  |
| Manila Football League               | 1942-1946                                                               | Nessuna competizione organizzata per cause belliche                 | Nessuna competizione organizzata per cause belliche |                      |           |                        |  |
| Manila Football League               | 1947 (30ª)                                                              | Turba Salvaje (1º titolo)                                           | |                      |           |                        |  |
| Manila Football League               | 1948 (31ª)                                                              | Turba Salvaje (2º titolo)                                           | |                      |           |                        |  |
| Manila Football League               | 1949 (32ª)                                                              | Turba Salvaje (3º titolo)                                           | |                      |           |                        |  |
| Manila Football League               | 1950                                                                    | Nessuna competizione organizzata                                    | Nessuna competizione organizzata |                      |           |                        |  |
| Manila Football League               | 1951 (33ª)                                                              | San Miguel Brewery (1º titolo)                                      | |                      |           |                        |  |
| Manila Football League               | 1952 (34ª)                                                              | Turba Salvaje (4º titolo)                                           | [ 6 ] |                      |           |                        |  |
| Manila Football League               | 1953 (35ª)                                                              | IL-FGU (1º titolo)                                                  | [ 7 ] |                      |           |                        |  |
| Manila Football League               | 1954 (32ª)                                                              | YCO Athletic Club (4º titolo)                                       | |                      |           |                        |  |
| Manila Football League               | 1955 (33ª)                                                              | Manila Lions (1º titolo)                                            | |                      |           |                        |  |
| Manila Football League               | 1956 (34ª)                                                              | Manila Lions (2º titolo)                                            | |                      |           |                        |  |
| Manila Football League               | 1957 (35ª)                                                              | Manila Lions (3º titolo)                                            | [ 8 ] |                      |           |                        |  |
| Manila Football League               | 1958 (36ª)                                                              | Manila Lions (4º titolo)                                            | [ 9 ] |                      |           |                        |  |
| Manila Football League               | 1959 (37ª)                                                              | Manila Lions (5º titolo)                                            | |                      |           |                        |  |
| Manila Football League               | 1960 (38ª)                                                              | Manila Lions (6º titolo)                                            | |                      |           |                        |  |
| Manila Football League               | 1961 (39ª)                                                              | Manila Lions (7º titolo)                                            | |                      |           |                        |  |
| Manila Football League               | 1962-1965 (dalla 40ª alla 43ª edizione)                                 | Sconosciuto                                                         | |                      |           |                        |  |
| Manila Football League               | 1966 (44ª)                                                              | Philippine Navy (1º titolo)                                         | [ 10 ] |                      |           |                        |  |
| Manila Football League               | 1967 (45ª)                                                              | Electron (1º titolo)                                                | [ 11 ] |                      |           |                        |  |
| Campionato nazionale                 | 1967 (45ª)                                                              | Manila Lions (8º titolo)                                            | |                      |           |                        |  |
| 1968 (46ª)                           | MERALCO Reddy Kilowatts (1º titolo)                                     | [ 12 ]                                                              | |                      |           |                        |  |
| 1969-1970                            | Nessuna competizione organizzata                                        | Nessuna competizione organizzata                                    | |                      |           |                        |  |
| 1970-1971 (47ª)                      | Dragons (1º titolo)                                                     |                                                                     | |                      |           |                        |  |
| 1972 (48ª)                           | MERALCO Reddy Kilowatts (2º titolo)                                     | [ 13 ]                                                              | |                      |           |                        |  |
| 1973-1976                            | Nessuna competizione organizzata                                        | Nessuna competizione organizzata                                    | |                      |           |                        |  |
| 1977 (49ª)                           | SMC (1º titolo)                                                         |                                                                     | |                      |           |                        |  |
| 1978 (50ª)                           | U/Tex Wranglers (1º titolo)                                             |                                                                     | |                      |           |                        |  |
| 1978-1979 (51ª)                      | SMC (2º titolo)                                                         | [ 12 ]                                                              | |                      |           |                        |  |
| 1979 (52ª)                           | Barotac Nuevo (1º titolo)                                               | [ 14 ]                                                              | |                      |           |                        |  |
| 1980 (53ª)                           | SMC (3º titolo)                                                         |                                                                     | |                      |           |                        |  |
| 1980-1981 (54ª)                      | Construction and Development Corporation of the Philippines (1º titolo) |                                                                     | |                      |           |                        |  |
| 1981-1982 (55ª)                      | Philippine Navy (2º titolo)                                             |                                                                     | |                      |           |                        |  |
| 1982-1983 (56ª)                      | Philippine Air Force (1º titolo)                                        |                                                                     | |                      |           |                        |  |
| 1983-1984 (57ª)                      | SMC (2º titolo)                                                         |                                                                     | |                      |           |                        |  |
| 1985 (58ª)                           | Philippine Air Force (2º titolo)                                        |                                                                     | |                      |           |                        |  |
| 1986                                 | Nessuna competizione organizzata                                        | Nessuna competizione organizzata                                    | |                      |           |                        |  |
| 1987 (59ª)                           | Dumaguete (1º titolo)                                                   |                                                                     | |                      |           |                        |  |
| 1988 (60ª)                           | M. Lhuiller Jewelers (1º titolo)                                        |                                                                     | |                      |           |                        |  |
| 1989 (61ª)                           | Philippine Air Force (3º titolo)                                        |                                                                     | |                      |           |                        |  |
| 1990 (62ª)                           | Bacalod (1º titolo)                                                     |                                                                     | |                      |           |                        |  |
| 1991 (63ª)                           | Philippine Navy (3º titolo)                                             |                                                                     | |                      |           |                        |  |
| 1992 (64ª)                           | Philippine Army (1º titolo)                                             |                                                                     | |                      |           |                        |  |
| 1993 (65ª)                           | Davao City (1º titolo)                                                  |                                                                     | |                      |           |                        |  |
| 1994 (66ª)                           | Pasay (1º titolo)                                                       |                                                                     | |                      |           |                        |  |
| P-League                             | 1995 (67ª)                                                              | Makati (1º titolo)                                                  | |                      |           |                        |  |
| P-League                             | 1996                                                                    | Nessuna competizione organizzata                                    | Nessuna competizione organizzata |                      |           |                        |  |
| Manila Premier Football League       | 1997 (68ª)                                                              | Philippine Air Force (4º titolo)                                    | |                      |           |                        |  |
| P-League                             | 1998 (69ª)                                                              | NCR South (1º titolo)                                               | |                      |           |                        |  |
| P-League                             | 1999 (70ª)                                                              | NCR-B (2º titolo)                                                   | |                      |           |                        |  |
| P-League                             | 2000 (71ª)                                                              | National Capital Region (3º titolo)                                 | |                      |           |                        |  |
| Campionato nazionale                 | 2001 (72ª)                                                              | Philippine Army (2º titolo)                                         | |                      |           |                        |  |
| Campionato nazionale                 | 2002 (73ª)                                                              | Negros Occidental (1º titolo)                                       | |                      |           |                        |  |
| Campionato nazionale                 | 2003 (74ª)                                                              | Kaya-Iloilo (1º titolo)                                             | |                      |           |                        |  |
| Campionato nazionale                 | 2004 (75ª)                                                              | National Capital Region (4º titolo)                                 | |                      |           |                        |  |
| Campionato nazionale                 | 2005 (76ª)                                                              | Philippine Navy (4º titolo)                                         | |                      |           |                        |  |
| Campionato nazionale                 | 2006 (77ª)                                                              | USLS (1º titolo)                                                    | |                      |           |                        |  |
| Campionato nazionale                 | 2007 (78ª)                                                              | National Capital Region (5º titolo)                                 | |                      |           |                        |  |
| Filipino Premier League              | 2008 (79ª)                                                              | Philippine Army (3º titolo)                                         | |                      |           |                        |  |
| Filipino Premier League              | 2009-2010                                                               | Nessuna competizione organizzata                                    | Nessuna competizione organizzata |                      |           |                        |  |
| PFF National Men's Club Championship | 2011 (80ª)                                                              | Global (1º titolo)                                                  | |                      |           |                        |  |
| PFF National Men's Club Championship | 2012-2013 (81ª)                                                         | Ceres-La Salle (1º titolo)                                          | |                      |           |                        |  |
| PFF National Men's Club Championship | 2013-2014 (82ª)                                                         | Ceres-La Salle (2º titolo)                                          | |                      |           |                        |  |
| PFF National Men's Club Championship | 2014-2015 (83ª)                                                         | Loyola M.S. (1º titolo)                                             | |                      |           |                        |  |
| PFF National Men's Club Championship | 2015-2016                                                               | Nessuna competizione organizzata                                    | Nessuna competizione organizzata |                      |           |                        |  |
| Football League                      | 2017 (84ª)                                                              | Ceres-Negros (2º titolo)                                            | |                      |           |                        |  |
| Football League                      | 2018 (85ª)                                                              | Ceres-Negros (3º titolo)                                            | |                      |           |                        |  |
| Football League                      | 2019 (86ª)                                                              | Ceres-Negros (4º titolo)                                            | |                      |           |                        |  |
| Football League                      | 2020 (87ª)                                                              | United City (5º titolo)                                             | |                      |           |                        |  |
| Football League                      | 2021                                                                    | Nessuna competizione organizzata a causa della Pandemia di COVID-19 | Nessuna competizione organizzata a causa della Pandemia di COVID-19 |                      |           |                        |  |
| Football League                      | 2022-2023 (88ª)                                                         | Kaya-Iloilo (2º titolo)                                             | [ 15 ] |                      |           |                        |  |
| Football League                      | 2024 (89ª)                                                              | Kaya-Iloilo (3º titolo)                                             | |                      |           |                        |  |